# Edith Masai
Pour les articles homonymes, voir Masai (homonymie).
Edith Masai, née le 4 avril 1967 à Chepkoya, est une athlète kényane, pratiquant le demi fond puis le marathon.

## Palmarès

### Championnats du monde d'athlétisme
- Championnats du monde d'athlétisme de 2003 à Paris ( France)
  -  Médaille de bronze sur 5 000 m
- Championnats du monde d'athlétisme de 2007 à Osaka ( Japon)
  - 8e sur le marathon

### Jeux du Commonwealth
- Jeux du Commonwealth de 2002 à Manchester ( Angleterre)
  -  Médaille d'argent sur 5 000 m

### Autres
- -  Médaille d'or aux mondiaux de cross court 2002, 2003 et 2004
  -  Médaille de bronze aux mondiaux de cross 2001
  - marathon de Hambourg 2005